# Rock Pile Peaks
Rock Pile Peaks är en bergstopp i Antarktis. Den ligger i Västantarktis. Argentina, Chile och Storbritannien gör anspråk på området. Toppen på Rock Pile Peaks är 1 110 meter över havet, eller 632 meter över den omgivande terrängen. Bredden vid basen är 8,6 km.
Terrängen runt Rock Pile Peaks är huvudsakligen kuperad, men västerut är den bergig. Trakten är obefolkad. Det finns inga samhällen i närheten.